# Вейсе Християн Фелікс
Христия́н Фе́лікс Ве́йсе (нім. Christian Felix Weiße; нар. 28 січня 1726 — пом. 16 грудня 1804) — німецький письменник, драматург, поет, автор повістей і оповідань для дітей. Батько правознавця Християна Ернста, дід філософа Християна Германа.

## Біографія
Народився у 1726 році в місті Аннаберг в Саксонії.
З 1745 року вивчав філологію в Лейпцигу, де потоваришував з Лессінгом і почав писати для німецького театру. Першим твором був «Die Matrone zu Ephesus». У 1750 році отримав місце гофмейстера у графа фон Гейерсберге.
У 1758 році видав свої «Scherzhafte Lieder», у 1760 — «Bibliothek der schönen Wissenschaften and freien Künste», у 1761 — «Amazonenlieder». У 1761 році написав драму «Мустафа та Зеангір».
З 1763 року писав комічні опери для коховського театру в Лейпцигу: «Die Jagd», «Der Erntekranz» та інші; ряд комедій, що мали успіх.
З 1774 року писав виключно оповідання і повісті для юнацтва. Великий успіх мали його «Lieder für Kinder» і «A-b-с-buch». Видавав журнал «Друг дітей» (24 томи, 1776—1782), «Briefwechsel der Familie des Kinderfreundes» (12 томів, 1783—1792), а також зібрання творів — «Lusstpiele» (3 томи, Лейпциг, 1783), «Комічні опери» (3 томи, Лейпциг, 1777) і «Ліричні вірші» (3 томи, Лейпциг, 1772).
Помер у 1804 році в Штетерітці, нині — район Лейпцига.

## Вшанування пам'яті
У 1806 році у Лейпцигу Християн Ернест Вейсе і Фріш видали автобіографію письменника.
У 1826 році у Аннаберзі і Лейпцигу святкували 100-річний ювілей від дня народження Вейсе, тоді ж в Аннаберзі була заснована Школа його імені.